# ポジティブLななちゃん
ポジティブLななちゃん♪（1980年5月2日 - ）は、日本の女性お笑いタレント。
大阪府出身。身長162cm、スリーサイズはB86cm、W61cm、H89cm。

## 来歴・人物
吉本興業のモデルユニット『ビジュギャル』の2期生出身。当初の芸名は青山七美（あおやま ななみ）。2003年には、同じビジュギャルのメンバー同士で組んだコンビ『ななみ・なおみ』でM-1グランプリに出場。
2004年11月には、ミュージシャンの竹内理沙とお笑いコンビ『ベリンジャー』を結成。
2007年頃上京、同じく大阪から上京したナッキィと『なき様ななちゃん』を組んで活動するが、2008年5月29日に解散。2008年7月21日からはピン芸人として活動。
ガイドヘルパー、探偵、興信所認定のそれぞれの資格を持っている。
2009年中期頃から、「ボブななちゃん」と改名して活動していた。なお「ボブ」とは、中学生時代にななちゃんのケンカでパンチなどを見た同級生の男子から「ボブ・サップや」と言われて、あだ名も「ボブ」になったことから来ているという。また同年に、リニューアル後の渋谷アイドル100人劇場にもB組メンバーとして出演。
2010年4月から2011年3月まで、目黒笑売塾に9期生として在籍。この間に「ポジティブLななちゃん♪」と改名。
芸人活動の一方で、カウンセラーの活動もしている。
私生活ではマスクで作ったブラジャーを着けたり、服のボタンに梅干しの種を使ったりという“貧乏生活”を送っており、これをお笑いのネタにしていたこともある。自宅では、犬の「9チャン」と同居している。

## 芸風
左腕で頭を丸め込むようなポーズをとって「ななちゃんです!」という最初のあいさつがある。
これまでには、尻を叩きながら「1、2、3、4、5、6、」その後ふり向いて「ななちゃんです!」という最初のあいさつや、歌を歌いながらバナナの振り真似や、「バナナをむく振り」として上着を脱ぐなどのパフォーマンスを見せたり、自分の名前に落ちを持っていくなどのネタがあった。
「ポジティブLななちゃん♪」となってからは、ポジティブを前面に出すようなネタを演じ、「気にしな〜い!」という定番の台詞がある。
その後「貧乏芸人」を自称して、自作のリサイクル品をネタにした漫談も行っている。「ポジポジ〜!」などの締めのセリフがある。

## 出演
- オーディションGoGo（GyaO、2008年9月～12月） - この期間に、動画再生数1位の記録がある。
- 上田ちゃんネル（テレ朝チャンネル） - 2008年11月
- イツザイ（テレビ東京） - 2009年1月17日初出演、キャッチコピーは「おてんば娘」
- みんなの願いを叶えたい!土曜（あっ!とおどろく放送局） - 2009年3月21日～ 終了
- くちこみっ! 大捜索!! 本当は教えたくない！(秘)すごい! 占い師 日本全国で発見しました!SP（フジテレビ） - 2009年9月17日
- アリケン（テレビ東京） - 2009年12月5日、12月12日・2010年2月27日、3月6日
- カスペ!「マジか!? 超金持ちお坊ちゃんお嬢さんvs超貧乏芸人」（フジテレビ）- 2013年3月5日
- 女神ビジュアル（NHK BSプレミアム）- 2013年3月20日、2013年11月13日
- 幸せ!ボンビーガール（日本テレビ）- 2013年4月23日
- 森田一義アワー 笑っていいとも!（フジテレビ）- 「ウルトラソウル選手権」コーナー

## 掲載誌
- SPA!（扶桑社） - 2009年2月17日

## ライブ
- お笑いライブTEPPEN
他多数